# Tirhut
Tirhut ist eine Division im indischen Bundesstaat Bihar. Sie hat ihren Verwaltungssitz in Muzaffarpur.

## Geschichte
Der Distrikt Vaishali wurde am 12. Oktober 1972 aus Teilen des Distrikts Muzaffarpur gebildet.

## Distrikte
Die Division  besteht aus sechs  Distrikten:
| Distrikt (weiterer Name)  | Hauptstadt  | Fläche in km² | Einwohner (Stand: 2001) | Bev.-Dichte in E/km² |
| ------------------------- | ----------- | ------------- | ----------------------- | -------------------- |
| East Champaran (Motihari) | Motihari    | 3.969         | 3.933.636               | 0.991                |
| Muzaffarpur               | Muzaffarpur | 3.173         | 3.743.836               | 1.180                |
| Sheohar                   | Sheohar     | 0.443         | 0.515.961               | 1.165                |
| Sitamarhi                 | Sitamarhi   | 2.294         | 2.013.796               | 0.878                |
| Vaishali                  | Hajipur     | 2.036         | 2.718.421               | 1.335                |
| West Champaran (Bettiah)  | Bettiah     | 5.228         | 3.043.466               | 0.582                |